# 이나바 마사쓰네
이나바 마사츠네(일본어: 稲葉正恒 いなば まさつね[*], 호에이 3년 (1706년) ~ 교호 15년 3월 24일 (1730년 5월 10일))는 야마시로 요도번 3대 번주이자, 마사나리계 이나바가 종가 7대 당주이다.
요도번 이나바가 분가 7천석의 대신하타모토인 이나바 마사요(正倚, 이나바 마사노리의 차남)의 3남이다. 정실은 모리 모토츠구의 딸이다. 관위는 없고, 통칭 히라사에몬(平佐衛門), 겐바(玄蕃)이다.
쇼토쿠 4년 (1714년) 11월 25일, 친부 마사요의 사망에 의해, 하타모토 이나바가의 가독을 이어, 요리아이(寄合)에 소속된다. 하타모토 이나바가는 히타치국 니이누마군 안 등에서 7천석을 지배하고 있었다. 교호 원년 8월 9일, 쇼군 도쿠가와 요시무네를 배알한다.
교호 15년 (1730년) 1월 14일, 본가의 선대 번주 이나바 마사토가 요절하자, 말기양자로 그 뒤를 이었기 때문에, 하타모토 이나바가는 절가되었다. 같은 해 3월 24일, 25살의 나이로 사망했다. 가독은 작은아버지 이나바 마사나오의 가독 2천석을 잇고 있던 이나바 마사치카가 이었다. 법호는 고세츠인(剛節院), 묘소는 도쿄도 스미다구 무카이지마의 고후쿠지(弘福寺)이다.
| 전임 이나바 마사토 | 제3대 요도번 번주 1730년 | 후임 이나바 마사치카 |